# Boronia palasepala
Boronia palasepala är en vinruteväxtart som beskrevs av M. F. Duretto. Boronia palasepala ingår i släktet Boronia och familjen vinruteväxter. Inga underarter finns listade i Catalogue of Life.